# Combleux
Combleux település Franciaországban, Loiret megyében. Lakosainak száma 524 fő (2022. január 1.). Combleux Saint-Jean-de-Braye, Chécy és Saint-Denis-en-Val községekkel határos.

## Népesség
A település népességének változása:
| Lakosok száma | 283  | 352  | 383  | 452  | 482  | 509  | 498  | 494  | 500  | 524  |
|               | 1968 | 1982 | 1990 | 2006 | 2013 | 2015 | 2017 | 2019 | 2020 | 2022 |